# Villa Margherita (Bordighera)
Die Villa Regina Margherita ist eine Villa in Bordighera in der Provinz Imperia. Sie wurde als Sommerresidenz für Königin Margarethe von Italien errichtet, in der sie 1926 verstarb. Das im Stile des Neobarocks an der italienischen Riviera erbaute Gebäude ist von einer Parkfläche umgeben und von der Soprintendenza der Region Ligurien als Baudenkmal ausgewiesen.  Seit 2011 ist in der Villa Margherita eine Kunstsammlung untergebracht.

## Geschichte
Als Königin Margarete von Savoyen im September 1879 zum ersten Mal nach Bordighera kam, wurde sie in der Villa Bischoffsheim untergebracht. Obwohl sie im Januar 1880 wieder nach Rom zurückkehrte, besuchte sie mehrmals Bordighera, wo sie während ihrer Aufenthalte im Cap Hotel wohnte, das sich in der Via Virgilio befand.
1914 kaufte sie schließlich die Villa Etelinda von ihrem damaligen Besitzer, Lord Strathmore Claude Bowes-Lyon. Diese hatte einen großen Park, in dem die Königin ihre Villa unter der Leitung des Architekten Luigi Broggi (1851–1926) erbauen ließ. Die Arbeiten begannen am 30. März 1914 und waren Ende Oktober 1915 abgeschlossen, am 25. Februar 1916 wurde die Villa eingeweiht. Von diesem Zeitpunkt an verbrachte die Königin die Zeit zwischen Mai und Dezember in Bordighera. Im Jahr 1922 lud die Kunst und Literatur liebende Königin den Maler Vittorio Matteo Corcos ein, der daraufhin ein aufwendiges Porträt von ihr anfertigte. Im April 1925 trafen sich Prinz Umberto II. und Prinzessin Marie José von Belgien in der Villa. Ein Jahr später starb Königin Margherita am 4. Januar 1926 im Alter von 74 Jahren in der Villa. Nach dem Tod der Königin wurde die Villa dem nationalen Verband der Kriegswitwen und -waisen anvertraut.

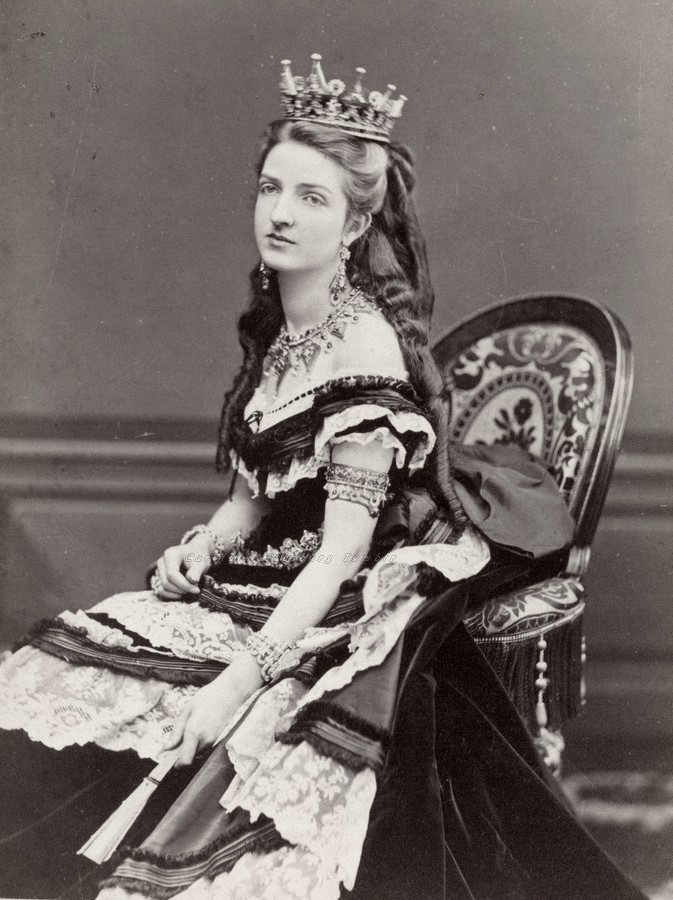
Königin Margherita von Savoyen

Am 12. Februar 1941 berieten sich Francisco Franco und Benito Mussolini in der Villa über einen Kriegseintritt des franquistischen Spanien an der Seite der Achsenmächte.
Die Villa gehört mittlerweile der Gemeinde Bordighera und der Provinz Imperia. Im Jahr 2011 konnte die Villa dank der Stiftung Terruzzi restauriert werden. Zudem dient sie als Ausstellungsfläche für die Dauerausstellung der von dem italienischen Industriellen und Kunstsammler Guido Angelo Terruzzi († 2009) gesammelten Werke.

## Architektur
Die Villa, die im Neobarockstil erbaut wurde, besteht aus einem Untergeschoss, einem Erdgeschoss, zwei Obergeschossen und einer großen Dachterrasse, die über eine Brücke den Zugang zum oberen Teil des Parks ermöglicht. Im Untergeschoss hatte Broggi den Bügelraum, die Küche, die Arbeitsräume für das Personal, die Garderobe, den Heizraum und die Maschinen zum Betreiben des Aufzugs untergebracht.
Im Erdgeschoss befinden sich das Atrium, eine Bibliothek, ein Empfangsraum, ein Besprechungsraum und der Speisesaal. Vom Atrium aus führte eine verborgene Öffnung in die Privatkapelle der Königin. Auf ihre Bitte hin wurden die Kirchenfenster von dem Maler Carlo Bazzi gestaltet.
Über die Haupttreppe, die von einem Buntglasfenster beleuchtet wird, auf dem sich das Wappen des Königshauses befindet, gelangt man in die Privatwohnung der Königin, die aus einer Halle, einem Arbeitszimmer, ihrem Schlafzimmer und ihrem Badezimmer bestand. Rundherum hatte der Architekt Broggi drei kleine Wohnungen gebaut, die für die Hofdame und andere Mitglieder der königlichen Familie reserviert waren. Im zweiten Stock befanden sich die Wohnungen der Palastdame Gräfin Maria Cristina Pes und des ersten Edelmanns Prinz Emilio Barbiano de Belgioioso d’Este sowie die Zimmer für die Gäste.
Der Architekt Broggi hatte die Villa mit den modernsten Annehmlichkeiten der damaligen Zeit ausgestattet, wie z. B. einem Aufzug und mehreren privaten Badezimmern. Nach der Restaurierung wurde nur das Badezimmer der Königin beibehalten. Der ursprüngliche Fahrstuhlschacht wurde erneuert und die Kabine neben dem Esszimmer im Erdgeschoss platziert.
Im Inneren der Villa sind die Möbel und Dekorationen verschwunden, jedoch lassen sich diese noch in anderen Gebäude(resten) erkennen, die von der Königin geliebte Residenzen darstellen. So etwa der Palazzo Margherita in Rom, das Château Savoie in Gressoney-Saint-Jean und den Jagdpavillon von Stupinigi.

### Gärten
Zur Gestaltung der Gärten rund um das Gebäude berief Königin Margarete von Savoyen das Team des deutschen Landschaftsgärtners Ludwig Winter mit der Unterstützung durch den belgischen Wasserbauingenieur Paul-Vincent Levieux, der bereits die Gärten der Villa Etelinda entworfen hatte. Eine Ecke des Gartens war für Rosen reserviert – Blumen, die von der Königin sehr geliebt wurden. Ein besonderer Platz war der Rose Reine Marguerite d’Italie vorbehalten, die 1904 von der belgischen Baumschule Soupert & Notting zu Ehren der Königin gezüchtet worden war.

## Die Sammlung
Die Sammlung Teruzzi, die in der Villa untergebracht ist, umfasst mehr als 1200 Objekte, einschließlich vergoldeten Paneelen aus dem 14. und 15. Jahrhundert, italienischen und europäischen Stillleben aus der Zeit von 1500 bis 1800, Bildern aus dem 17. und 18. Jahrhundert sowie kostbarem Mobiliar und Objekten des Kunsthandwerks. Auch eine bedeutende Sammlung von Porzellan findet sich hier ausgestellt.